# Ахмедов Оділ Алімжанович
Оділ Алімжанович Ахмедов (узб. Odil Olimjonovich Ahmedov, нар. 25 листопада 1987, Наманган) — узбецький футболіст, півзахисник клубу «Цанджоу Майті Лайонз» та національної збірної Узбекистану.
Виступав також за клуби «Пахтакор», «Анжі» та «Краснодар».

## Клубна кар'єра
У дорослому футболі дебютував 2006 року виступами за команду клубу «Пахтакор», в якій провів чотири сезони, взявши участь у 86 матчах чемпіонату. Більшість часу, проведеного у складі «Пахтакора», був основним гравцем команди.
Своєю грою за цю команду привернув увагу представників тренерського штабу клубу «Анжі», до складу якого приєднався 2011 року. Відіграв за махачкалинську команду наступні три сезони своєї ігрової кар'єри. Граючи у складі «Анжі» також здебільшого виходив на поле в основному складі команди.
До складу клубу «Краснодар» приєднався влітку 2014 року. Відтоді за два з половиною роки встиг відіграти за краснодарську команду 67 матчів в національному чемпіонаті.
30 грудня 2016 року Ахмедов підписав контракт з клубом «Шанхай СІПГ» в китайській Суперлізі.

## Виступи за збірну
У 2007 році дебютував в офіційних матчах у складі національної збірної Узбекистану. Наразі провів у формі головної команди країни 65 матчів, забивши 12 голів.
У складі збірної був учасником кубка Азії з футболу 2011 року у Катарі, кубка Азії з футболу 2015 року в Австралії.

## Досягнення

### Командні
«Пахтакор»
- Чемпіон Узбекистану: 2006, 2007
- Віце-чемпіон Узбекистану: 2008, 2009, 2010
- Володар Кубку Узбекистану: 2006, 2007, 2009
- Фіналіст Кубка Узбекистану: 2008
- Володар Кубка Співдружності: 2007
- Фіналіст Кубка Співдружності: 2008

 «Анжі»
- Фіналіст Кубка Росії: 2012/13
- Бронзовий призер Російської Прем'єр-ліги: 2012/13

 «Краснодар»
- Фіналіст Кубка Росії: 2013/14
- Бронзовий призер Російської Прем'єр-ліги: 2014/15

 «Шанхай СІПГ»
- Чемпіон Китаю: 2018
- Володар Суперкубка Китаю: 2019

### Особисті
- Футболіст року в Узбекистані (4): 2009, 2011, 2014, 2015
- Найкращий футболіст «Анжі» 2011 року
- Найкращий гравець сезону 2014/15 у складі ФК «Краснодар»